# Burgheim
Burgheim – gmina targowa w Niemczech, w kraju związkowym Bawaria, w rejencji Górna Bawaria, w regionie Ingolstadt, w powiecie  Neuburg-Schrobenhausen. Leży około 12 km na południowy zachód od miasta Neuburg an der Donau, przy drodze B16 i linii kolejowej Ingolstadt – Donauwörth.

## Dzielnice
W skład gminy wchodzi dwanaście dzielnic:
| - Burgheim - Biding - Dezenacker - Eschling - Illdorf - Kunding | - Leidling - Längloh - Moos - Ortlfing - Straß - Wengen |

## Demografia
Dane o ludności z 31 grudnia 2008:
| Opis                                | Ogółem | Ogółem | Kobiety | Kobiety | Mężczyźni | Mężczyźni |
| ----------------------------------- | ------ | ------ | ------- | ------- | --------- | --------- |
| Jednostka                           | osób   | %      | osób    | %       | osób      | %         |
| Populacja                           | 4595   | 100    | 2301    | 50,08   | 2294      | 49,92     |
| Wiek przedprodukcyjny (0–17 lat)    | 926    | 20,15  | 465     | 10,12   | 461       | 10,03     |
| Wiek produkcyjny (18–65 lat)        | 2796   | 60,85  | 1352    | 29,42   | 1444      | 31,43     |
| Wiek poprodukcyjny (powyżej 65 lat) | 873    | 19     | 484     | 10,53   | 389       | 8,47      |

## Polityka
Wójtem gminy jest Albin Kaufmann z BB, rada gminy składa się z 16 osób.
|      | CSU/FW | SPD | FW/BB | JB | Razem |
| 2008 | 6      | 3   | 6     | 1  | 16    |
| 2002 | 6      | 3   | 5     | 2  | 16    |